# Casa Senyorial de Zvārtava
La Casa Senyorial de Zvārtava (en letó: Zvārtavas muižas pils; en alemany: Adsel-Schwartzhof) es troba a la regió històrica de Vidzeme, al municipi d'Ape del nord de Letònia. Va ser construïda el 1881 en estil Tudor.